# ViaSett
Als ViaSett wird die Schweizer Wanderroute 64 (eine von 65 regionalen Routen) in den Westlichen Ostalpen bezeichnet. Sie beginnt in Chur, führt in sechs Etappen durch den Schweizer Kanton Graubünden, die Plessur-Alpen, den Westrand der Albula-Alpen, die Plattagruppe, den Nordrand der Bernina-Alpen und endet im italienischen Chiavenna.

## Etappen
1. Chur – Kloster Churwalden – Lenzerheide: 20 km, 1300 Höhenmeter Auf-, 380 Hm Abstieg, 6 1⁄2 Std.
2. Lenzerheide – St. Cassian – Mistail –  Tiefencastel: 13 km, 120 Hm Auf-, 740 Hm Abstieg, 3 1⁄4 Std.
3. Tiefencastel – Savognin: 12 km, 780 Hm Auf-, 420 Hm Abstieg, 4 Std.
4. Savognin – Alp Flix –  Bivio: 21 km, 1400 Hm Auf-, 840 Hm Abstieg, 7 Std.
5. Bivio – Septimerpass – Vicosoprano: 20 km, 620 Hm Auf-, 1300 Hm Abstieg, 5 3⁄4 Std.
6. Vicosoprano – Castasegna – Chiavenna: 24 km, 640 Hm Auf-, 1350 Hm Abstieg, 6 3⁄4 Std.

Oberhalb von Casaccia (Etappe 5) verläuft die Route teilweise zusammen mit der Senda Segantini und der Via Panoramica Val Bregaglia.

## Nachweis
1. ↑  Alle regionalen Routen bei «SchweizMobil».